# Cneu Domício Afer
Cneu Domício Afer (em latim: Gnaeus Domitius Afer; Nemauso, 16 a.C. – Roma, 59) foi um orador e advogado romano da gente Domícia nomeado cônsul sufecto em 39 com Aulo Dídio Galo. Afer nasceu em Nemauso, na Gália Narbonense.

## Carreira
Afer tornou-se pretor em 25 e caiu nas graças do imperador Tibério no ano seguinte acusando Cláudia Pulcra, a prima em segundo grau de Agripina, de adultério e uso de artes mágicas contra o imperador. A partir deste momento, tornou-se um dos oradores mais célebres de Roma, mas sacrificou seu caráter através da realização de acusações para o governo. No ano seguinte, em 27, é novamente mencionado por Tácito como o acusador de Quintílio Varo, filho de Cláudia Pulcra. Em consequência de uma acusação de Cláudia Pulcra, e por alguma ofensa feita a Calígula, foi processado pelo imperador no Senado Romano, mas, escondendo a sua própria habilidade em falar e fingindo ser dominado pela eloquência de Calígula, não só escapou do perigo, mas foi feito cônsul sufecto, em 39.
Em sua velhice, Afer perdeu muito de sua reputação por continuar a falar em público, quando seus poderes já estavam esgotados. Durante o reinado de Nero, tornou-se superintendente de abastecimento de água da cidade (curator aquarum), mas morreu pouco tempo depois, em 59, de tanto comer segundo Jerônimo, citado na "Crônica" de Eusébio.
Quintiliano, quando jovem, ouviu Afer, e frequentemente fala dele como o mais ilustre orador de sua época. Diz que Afer e Júlio Africano foram os dois melhores oradores que ouviu, e que sua preferência era por Afer, Em "Sobre Testemunho", Quintiliano faz referência a uma obra de Afer intitulada "Dicta", e a alguns de seus discursos, dos quais aqueles em prol de Domitila (ou Cloantila) e de Voluseno Cátulo parecem ter sido os mais célebres.
Segundo Plínio, o Jovem, Afer, em seu testamento, nomeou Tício Marcelo Cúrvio Lucano e Tício Marcelo Cúrvio Tulo seus herdeiros sob a condição de que eles assumissem seu nome. Curiosamente, ele havia processado o pai deles, Sexto Cúrvio Tulo, e conseguiu que ele perdesse toda sua fortuna e a cidadania romana. Plínio comenta que o testamento de Afer havia sido escrito dezoito anos antes, sugerindo que Afer e Tulo haviam sido amigos no passado.